# Amphiprion sandaracinos
El pez payaso querubín (Amphiprion sandaracinos) es una especie de peces de la familia Pomacentridae.
Pertenecen a los denominados peces payaso, o peces anémona, y viven en una relación mutualista con anémonas Stichodactyla mertensii, y, menos frecuentemente, con Heteractis crispa.

## Morfología
Es totalmente de color naranja, y tiene una gruesa línea blanca distintiva recorriendo la parte superior del animal, desde el labio superior hasta el pedúnculo caudal. Las aletas, salvo la base de la dorsal, teñida por la raya blanca superior, son pálidas a naranjas, o amarillentas.
Cuenta con 9 espinas y 6-18 radios blandos dorsales; 2 espinas y 12 radios blandos anales.
Las hembras pueden llegar a alcanzar los 14 cm de longitud total.

## Reproducción
Es  monógamo y hermafrodita secuencial protándrico, esto significa que todos los alevines son machos, y que tienen la facultad de convertirse en hembras, cuando la situación jerárquica en el grupo lo permite, siendo el ejemplar mayor del clan el que se convierte en la hembra dominante, ya que se organizan en matriarcados.
Su género es algo fácil de identificar, ya que la hembra, teóricamente es la más grande del clan. Cuando esta muere, el pequeño macho dominante se convierte en una hembra. El cambio de sexo lo consiguen cuando alcanzan 5,1 cm de longitud.
Son desovadores bénticos. Los huevos son demersales, de forma elíptica, y adheridos al sustrato. La reproducción se produce en cuanto comienza a elevarse la temperatura del agua, aunque, como habitan en aguas tropicales, se pueden reproducir casi todo el año. El macho prepara el lugar de la puesta, en un sustrato duro en la base de una anémona, y, tras realizar las maniobras del cortejo, espera a que la hembra fije los huevos allí, y los fertiliza. Posteriormente, agita sus aletas periódicamente para oxigenar los embriones, y elimina los que están en mal estado. 
Tras un periodo de 6-7 días, cuando los alevines se liberan, no reciben atención alguna de sus padres. Deambulan en aguas superficiales en fase larval durante 8 a 12 días, posteriormente descienden al fondo en busca de una anémona, y mutan a su coloración juvenil.

## Alimentación
Come pequeños invertebrados  planctónicos y  algas bénticas.

## Hábitat
Es un pez de mar, de clima tropical, y asociado a los  arrecifes de coral. Ocurre en lagunas y arrecifes exteriores.
Vive  en simbiosis con las anémonas  Heteractis crispa y Stichodactyla mertensii .
Su rango de profundidad es entre 3-20 metros.

## Distribución geográfica
Se encuentra al oeste del Pacífico: desde la Isla de Navidad y Australia Occidental, Taiwán, las Filipinas, Nueva Guinea, Nueva Bretaña e Islas Salomón. 
Es especie nativa de Australia (Territorio del Norte, Australia del Oeste); Filipinas; Fiyi; Indonesia; Japón (Nansei-shoto); Micronesia; isla Navidad; Isla Norfolk; Nueva Caledonia; Palaos; Papúa Nueva Guinea; Islas Salomón; Taiwán (China) y Vanuatu.

## Observaciones
Puede ser criado en cautividad.

## Galería

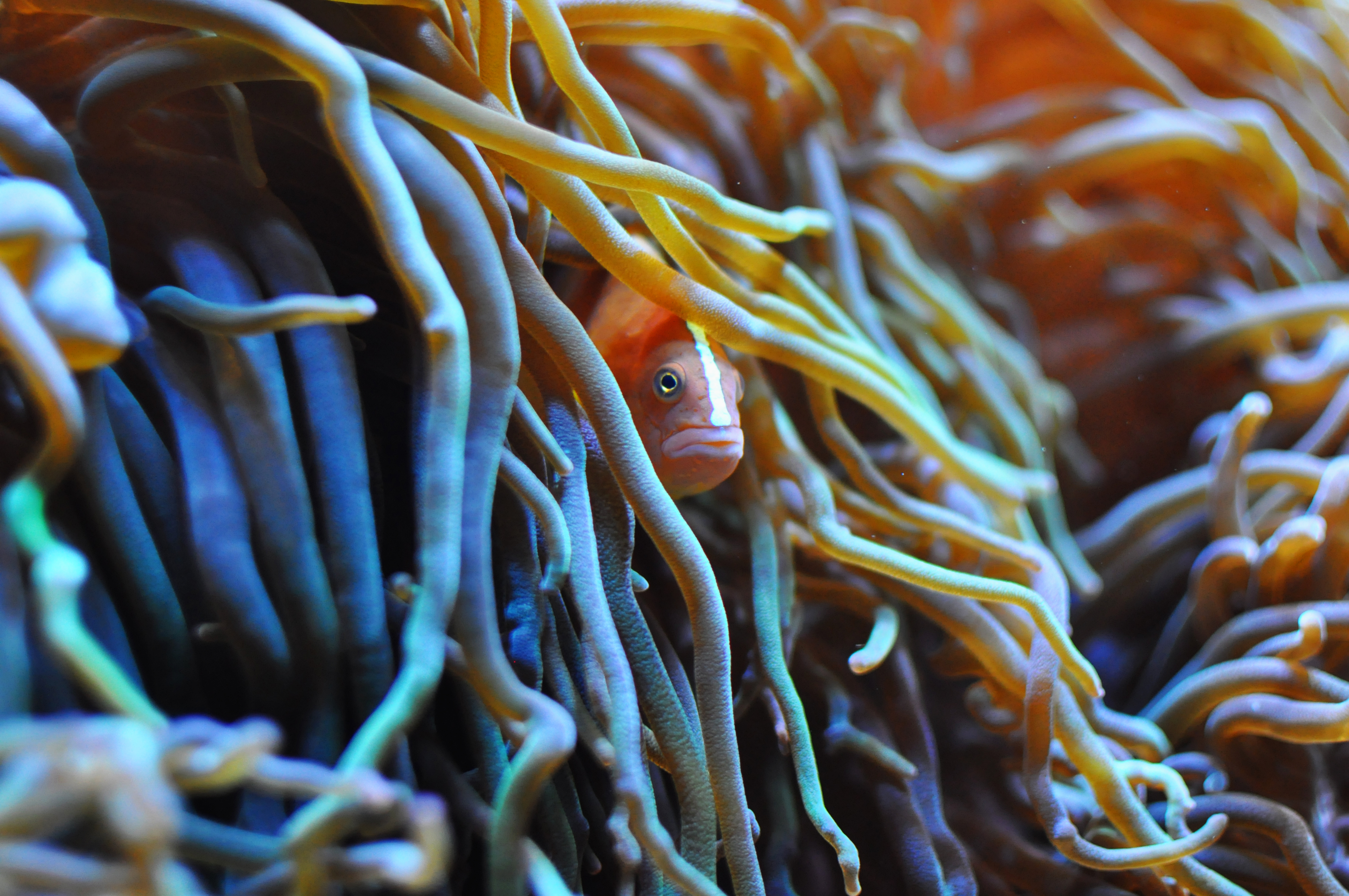
A. sandaracinos en Heteractis crispa
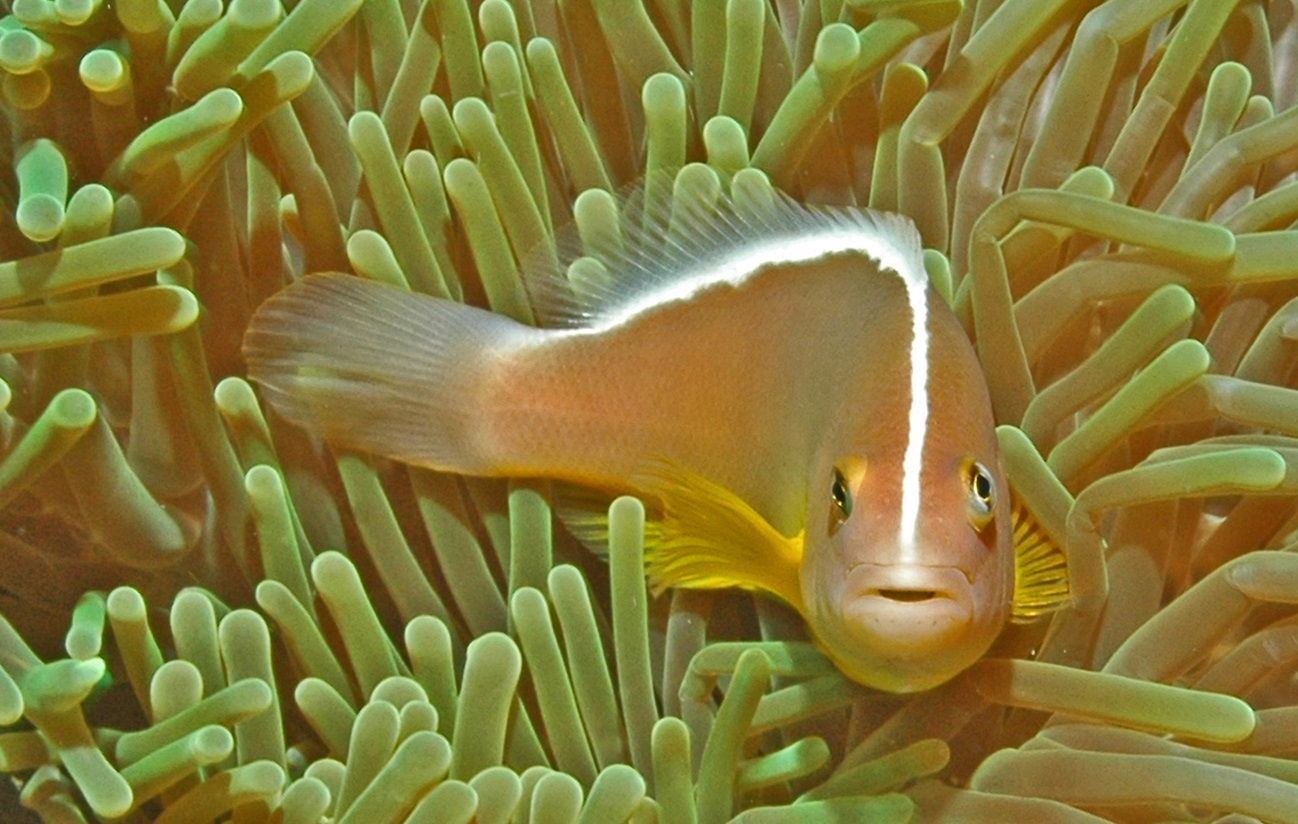
Amphiprion sandaracinos en Banda Aceh, Indonesia
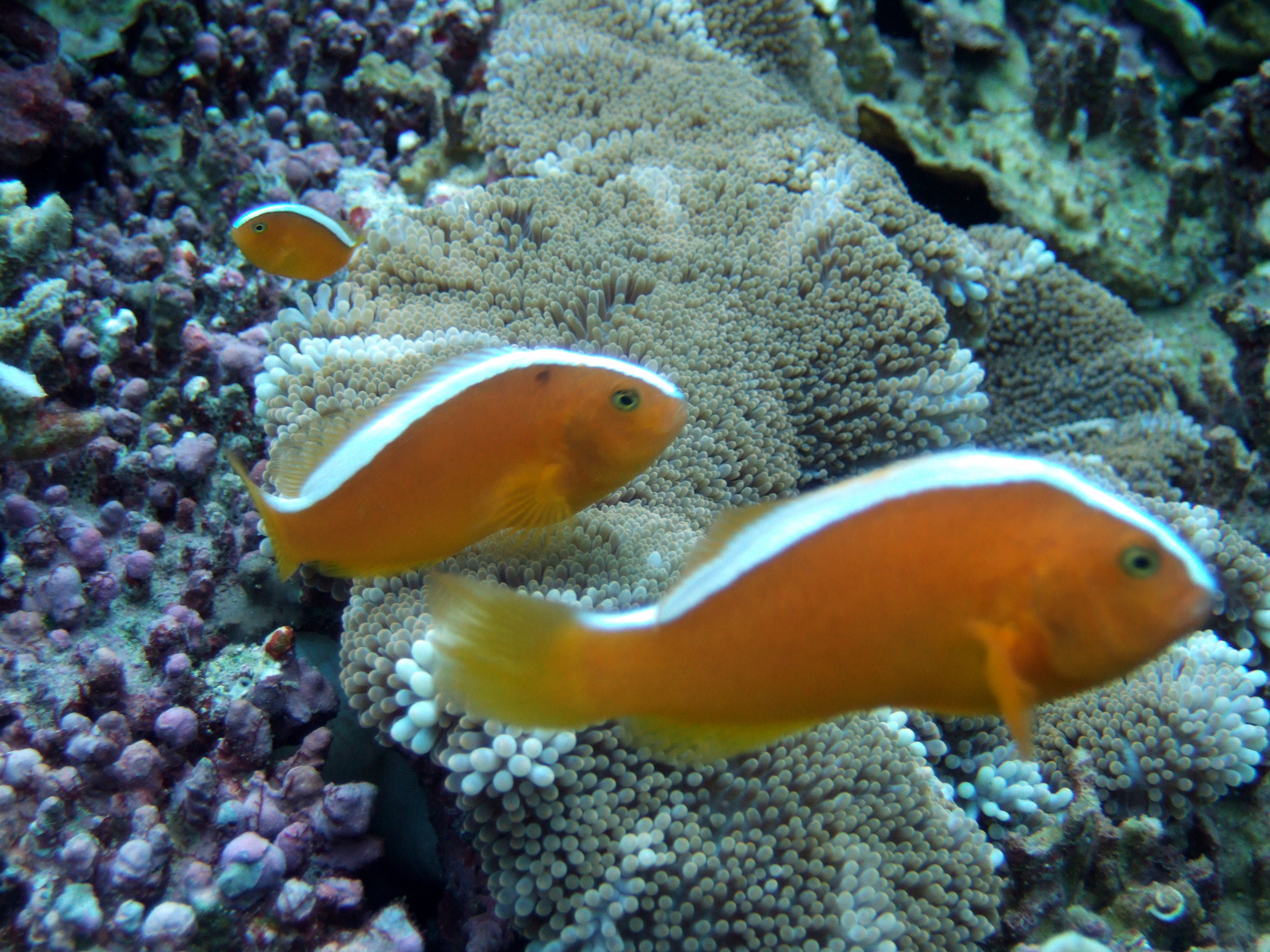
Grupo de A. sandaracinos en Stichodactyla mertensii, Cebú, Filipinas
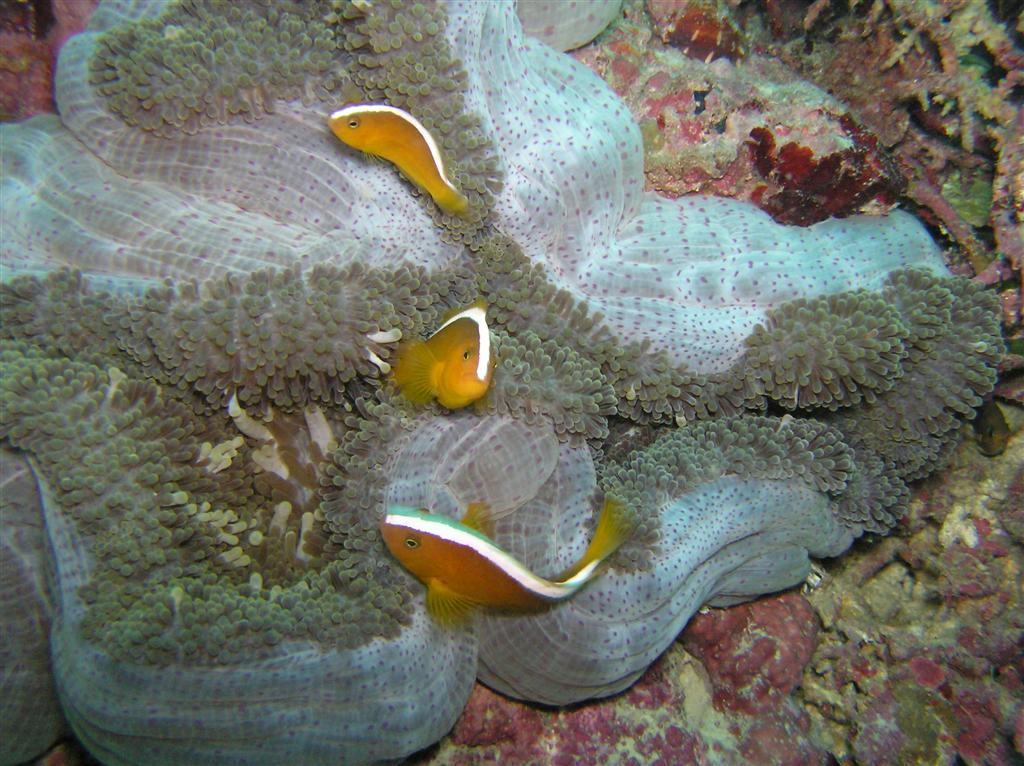
Grupo de A. sandaracinos en Stichodactyla mertensii, Panglao, Filipinas
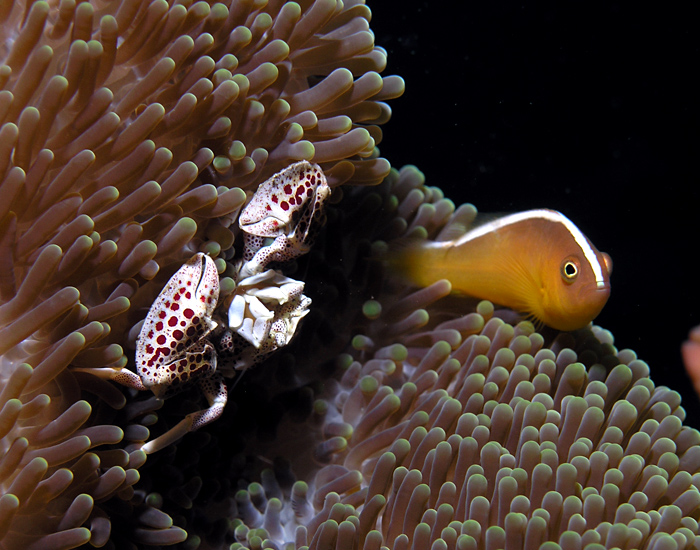
A. sandaracinos compartiendo anémona con un "cangrejo porcelana" Neopetrolisthes maculatus